# 大沼あゆみ
大沼 あゆみ（おおぬま あゆみ、1960年 - ）は、日本の経済学者。専門は環境経済学。慶應義塾大学経済学部教授、慶應義塾評議員。元環境経済・政策学会会長。

## 人物・経歴
宮城県生まれ。1983年東北大学経済学部卒業。1985年東北大学大学院経済学研究科修士課程修了。1988年東北大学大学院経済学研究科博士課程後期単位取得退学、東北大学経済学部助手。1989年東京外国語大学外国語学部専任講師。1992年東北大学経済学博士。1995年ユニバーシティ・カレッジ・ロンドン客員研究員。2001年慶應義塾大学経済学部助教授。2002年『環境情報科学』編集委員。2003年慶應義塾大学経済学部教授。2006年農業・食品産業技術総合研究機構評価委員。2009年農業環境技術研究所評価委員。2012年環境経済・政策学会会長、環境省環境基本計画指標検討会委員、文部科学省大学設置・学校法人審議会大学設置分科会専門委員（環境） 。2013年環境情報科学センター理事。2014年中野区環境基本計画審議会会長。2018年慶應義塾評議員。